# Musée de la Cour des Potiers de Ferrière-la-Petite
Le musée de la Cour des Potiers  est situé à Ferrière-la-Petite, dans la région Nord. Le four-bouteille qu'il renferme a été classé aux monuments historiques et les façades et toitures du bâtiment qui l'abrite ont été inscrits en 1984.

## Historique

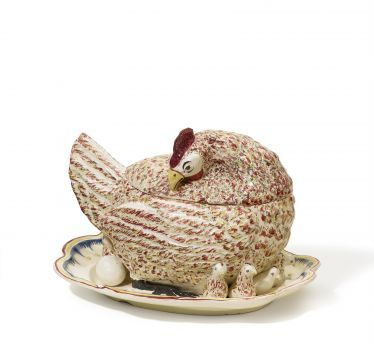
Poule en faïence, Manufacture de Ferrière-la-Petite, vers 1800

En 1718 des potiers de Bouffioulx implantent à Ferrière-la-Petite l’industrie du grès salé. 10 poteries emploient en 1789 la moitié de la population. La production de faïences de 1798 à 1868 fera la renommée de Ferrière-la-Petite.
C'est en 1957 que se déroule la dernière cuisson dans la poterie Lambert (du nom de ses derniers propriétaires). C’est la fin d’une activité qui se déroulait au sein du village depuis plusieurs centaines d’années.
Dès les années 1970, plusieurs habitants du village s’attaquent à la reconstruction du four, dit « four-bouteille » à cause de sa forme, à la remise en état des ateliers du potier et à la construction d'un four de cuisson.
En 1980, la Municipalité de Ferrière-la-Petite rachète les bâtiments de cette poterie Lambert, qui renfermait dans ses locaux le four-bouteille en ruines et menaçant de totalement disparaître. Dans un premier temps, elle décide de sauver ce qui peut l'être : réfection de la toiture, poursuite de la reconstruction du four-bouteille, construction d'un nouveau four de cuisson.

En 1982 se déroule la première cuisson de cette nouvelle époque.
En 1984, le four-bouteille en brique réfractaires d'environ 30 m3 est classé aux Monuments historiques. Dès lors, l'association « Ferrière-la-Petite : terre, art et traditions », est chargée, par les villageois, de la gestion de l’activité artisanale, de promouvoir, maintenir et de faire connaître les techniques de la cuisson dite du « grès salé ». Puis vient le projet de créer un Musée autour du « four-bouteille ». Ce Musée trouve sa raison d’être dans le passé de Ferrière-la-Petite et de ses alentours : poteries, faïenceries et piperies ainsi que l’apport de pièces muséographiques en nombre suffisant pour refléter les productions de grès salés bleus et marron.
En 1994, le musée est inauguré par la Présidente du Conseil Régional. La création du « pôle des Arts et Techniques de la Terre » permet, grâce au matériel qui s’y trouve, d'accueillir des stages et des groupes. L'action conjuguée des villageois, des membres de l’association et de la Municipalité a permis le sauvetage de l’unique four-bouteille et la réhabilitation de l'ensemble du corps de bâtiment. Des animations susceptibles d'attirer les écoles et les centres de loisirs sont mises en place, nécessitant l'apport de bénévoles supplémentaires et l'embauche de personnel.
En 2001, le musée de la Cour des Potiers de Ferrière-la-Petite accueille plus de 6 000 visiteurs. Les activités proposées sont, par exemple : simple visite, journée entière d'un atelier, découverte du tournage, stage de plusieurs jours pour les scolaires, les particuliers, les entreprises…

## Événements
- En 2003 : Fête du Feu.
- En 2005 : 1re Fête de la Terre le 15 août.
- En 2007 : 2e Fête de la Terre le 15 août.
- En 2009 : 3e Fête de la Terre le 15 août.
- En 2011 : 4e Fête de la Terre le 14 et 15 août.
- En 2018 : Tricentenaire de la poterie

## Collections
Collections de grès bleus du XVIIIe siècle, de grès bruns et faïences fines du XIXe siècle.